# El tiempo contigo
El tiempo contigo (天気の子 Tenki no Ko?,  lit. La chica del clima) es una película de animación japonesa escrita y dirigida por Makoto Shinkai, producida por CoMix Wave Films, la primera de Shinkai tras el éxito de Kimi no Na wa. en 2016. Se lanzó en Japón el 19 de julio de 2019. Está protagonizada por Kōtarō Daigo y Nana Mori.
Fue seleccionada por su país para representarlo en la nonagésima segunda entrega de los premios Óscar como mejor película internacional, pero no resultó elegida por La Academia.

## Argumento
En junio de 2021, el estudiante de primer año de secundaria Hodaka Morishima escapa de Kōzushima para escapar de su problemática vida familiar a Tokio. Cuando su ferry a la ciudad es golpeado por una tormenta, Keisuke Suga lo salva y le da a Hodaka su tarjeta de presentación. Mientras Hodaka se arruina y lucha por encontrar trabajo, conoce a Hina Amano, una empleada de un restaurante McDonald's. Ella se apiada de él y le da de comer. Más tarde, Hodaka encuentra una pistola abandonada en un cubo de basura en el que se cayó. Después de llegar a la ubicación comercial de Suga, se encuentra con él y su sobrina, Natsumi. Suga lo contrata como su asistente en una pequeña editorial de revistas de ocultismo, donde investigan leyendas urbanas relacionadas con el clima inusualmente lluvioso en Tokio. De un psíquico, escuchan la leyenda de una "chica del sol" que puede controlar el clima.
Hodaka ve a Hina siendo intimidada para que trabaje en un club secundario. Después de una breve persecución, asusta a los dueños del club disparando su arma al aire, pensando que era un juguete. Él y Hina escapan; ella lo lleva a Yoyogi Kaikan, un edificio abandonado con un santuario en el techo, donde él tira el arma, después de que Hina le reclamara a Hodaka por la pistola. Después, Hina asombra a Hodaka al demostrar su habilidad para despejar el cielo rezando. Hodaka descubre que Hina vive sola con su hermano Nagi y no tienen un tutor adulto. Al ver que están en problemas financieros, Hodaka propone comenzar un negocio con Hina con la habilidad de chica del sol: un trabajo para despejar el clima para eventos como bodas y fiestas. Crean un sitio web para aceptar pedidos y su negocio se convierte rápidamente en un éxito. Sin embargo, al despejar el cielo para el Festival de Fuegos Artificiales de Jingu, Hina aparece en la televisión y su sitio se inunda de solicitudes, por lo que deciden cerrar su negocio. Cuando Hodaka y Hina están de camino a casa de Hina, la fuerza del viento azota a Hina y flota en el aire, provocando lluvias muy fuertes, hasta que se revela que su cuerpo se hace agua, ya que el día donde su mamá seguía hospitalizada, vio un rayo de luz desde el santuario en Yoyogi Kaikan y se ve que Hina está conectada con el cielo y eso hizo que al usar excesivamente su poder, provocara lluvias torrenciales en todo Tokio hasta nevar en verano. Un detective de la policía busca a Hodaka, ya que su familia presentó un informe de persona desaparecida. Descubren que Hodaka fue capturado usando el arma de una cámara de seguridad. Los oficiales llegan al apartamento donde Hina vive con Nagi y la interrogan mientras Hodaka se esconde; Hina se da cuenta de que debido a que no tienen tutores legales, ya que su madre murió recientemente, los servicios sociales los detendrán y los separarán. Inmediatamente después de que la policía se vaya, Suga visita Hodaka, después de haber sido visitado también por la policía. Suga despide a Hodaka y le da su paga de separación, explicando que la policía sospecha que él secuestró a Hodaka, quien después Suga le recomienda a Hodaka que vuelva a su casa, pero argumenta que jamás volverá y planea huir con Hina y Nagi. Hodaka, Hina y Nagi intentan huir, pero el mal tiempo las detiene, después de detenerse en la calle y cuando dos policías reconocieron a Hodaka intentan detenerlo pero Hina usa su poder para distraerlos, cayendo un rayo en un camión hasta incendiarse hasta que finalmente logran huir pero que además sin pensarlo se desvanece aún más usando su poder. Se refugian en un hotel y pasan la noche con comida instantánea y haciendo karaoke. A medida que pasa la medianoche, Hodaka le regala a Hina un anillo por su cumpleaños 18, además de eso, Hina revela que su cuerpo se convierte lentamente en agua cuanto más usa su poder. Ella explica que ella es la causa del clima anormal y está destinada a ser un sacrificio humano, y su desaparición devolverá el clima a la normalidad. Hodaka promete protegerla, pero a la mañana siguiente, Hina se desvaneció en el cielo y la lluvia se detuvo.
Por la mañana, la policía sigue a Hodaka hasta la habitación del hotel. Nagi es enviado al centro de asesoramiento infantil y Hodaka es llevado a la comisaría. Mientras el detective interroga a Hodaka acerca de Hina, se revela que Hina era todo el tiempo menor de edad, quien se creyó haber tenido 18 anteriormente, pero según el detective, Hina mintió en su antiguo puesto en el restaurante, haciéndose pasar como una mayor de edad que necesitaba dinero para mantener a su hermano Nagi.  Habiéndose enamorado ya de Hina, Hodaka decide traerla de regreso a la Tierra y escapa de la custodia policial con la ayuda de Natsumi y su Honda Super Cub. Después de que su motocicleta está inmovilizada luego de pasar en una calle inundada, Hodaka vuelve a pie hasta el edificio Yoyogi Kaikan para llegar al santuario. En el interior, se encuentra con Suga, quien intenta detenerlo. La policía rodea a Hodaka, pero Suga, ahora inspirado por la desesperación de Hodaka por ver a Hina, lo ayuda a escapar y quien también Nagi lo ayuda a escapar, quien Nagi escapó del centro de menores con la ayuda de sus amigas y quién culpa a Hodaka por hacer que se fuera Hina y dice que la traiga de vuelta. En el santuario de la azotea, Hodaka salta a través de la puerta del santuario y es transportado al cielo, donde encuentra a Hina y le pide que se vaya con él, insistiendo en que Hina deje de preocuparse por el clima y comience a vivir por sí misma. Tan pronto como regresan al santuario de la azotea, Hodaka, Hina, Suga, Natsumi y Nagi son arrestados y las fuertes lluvias se reanudan. Hodaka es sentenciado a una libertad condicional de tres años y enviado de regreso a su casa en Kōzushima.
Tres años después, en la primavera de 2024, la lluvia ha caído sin cesar en Tokio, que según una clienta de la página web que hicieron Hodaka y Hina, toda la ciudad era una bahía hace 200 años y que cambió con el paso del tiempo y que volvió como era antes hace 200 años, sumergiendo gran parte de la ciudad. En la primavera de 2024, habiendo terminado su libertad condicional, Hodaka se gradúa de la escuela secundaria y regresa a Tokio para comenzar la universidad. Se encuentra con Suga, quien ha ampliado su negocio. Después de que Suga lo anima a encontrar a Hina, Hodaka la encuentra rezando en una calle con vistas a la ciudad ahogada. Se reúnen, con Hodaka prometiéndole que estarán bien.

## Elenco
- Kōtarō Daigo como Hodaka Morishima (森嶋帆高 Morishima Hodaka?), un estudiante de secundaria que deja su hogar en una isla para ir a Tokio, pero rápidamente se arrepiente. Él vive sus días en aislamiento, pero finalmente encuentra un trabajo como escritor para una revista.[6]

- Nana Mori como Hina Amano (天野陽菜 Amano Hina?), una joven solidaria y amable que vive con su hermano menor. Ella tiene un cierto poder: el poder para detener la lluvia y despejar el cielo.[6]

- Shun Oguri como Keisuke Suga (須賀圭介 Suga Keisuke?), un escritor que trabaja en la misma compañía de revistas que Hodaka.[6]

- Tsubasa Honda como Natsumi Suga (須賀夏美 Suga Natsumi?), una estudiante universitaria que trabaja en la misma compañía de revistas que Hodaka y Keisuke.[6]

- Sakura Kiryu como Nagi Amano (天野凪 Amano Nagi?), el hermano menor de Hina.[6]

- Chieko Baishō como Fumi Tachibana (立花冨美 Tachibana Fumi?), una anciana que Hodaka visita.[6]

- Sei Hiraizumi como Yasui (安井 Yasui?), un viejo y experimentado detective.[6]

- Yūki Kaji como Takai (高井 Takai?), un joven detective compañero de Yasui.[6]

- Sumi Shimamoto como Señora Mamiya (間宮夫人 Mamiya fujin?).

- Kentaro Araki como Araki (荒木 Araki?).

- Ryōhei Kimura como Kimura (木村 Kimura?).[6]

- Kana Hanazawa como Kana (カナ Kana?).[6]

- Hidekatsu Shibata como Kannushi (神主 Kan'nushi?).

- Kana Ichinose como Sasaki (佐々木 Sasaki?).[6]

- Ayane Sakura como Ayane (アヤネ Ayane?).[6]

Además, Ryūnosuke Kamiki, Mone Kamishiraishi, Ryo Narita, Aoi Yūki y Kanon Tani regresan para interpretar a Taki Tachibana, Mitsuha Miyamizu, Katsuhiko Teshigawara, Sayaka Natori y Yotsuha Miyamizu respectivamente, personajes pertenecientes a la anterior película de Makoto Shinkai, Your name.; esta vez como cameos de los mismos. Cabe destacar que ambas películas pertenecen al mismo universo cinematográfico.

## Producción
El 2 de agosto de 2018, Makoto Shinkai reveló que estaba haciendo una nueva película para el próximo año. El personal de la película incluye a Masayoshi Tanaka como diseñador de personajes, Atsushi Tamura como animador supervisor y Hiroshi Takiguchi como supervisor de fondo.

### Reparto
Más de 2.000 personas hicieron una audición para personificar a los dos protagonistas de la película, de los cuales finalmente se eligió a Kotaro Daigo y Nana Mori. Los miembros de reparto que regresan de Kimi no Na wa. ocupan otros papeles clave.

## Música
El 26 de agosto de 2017, Makoto Shinkai envió el guion de la película a Yojiro Noda para obtener sus opiniones, antes de recibir la canción "Ai Ni Dekiru koto wa Mada Arukai" ( 愛にできることはまだあるかい¿Todavía no hay nada que el amor no pueda hacer? ) de la banda Radwimps, que luego se usaría como el tema la película.
A continuación la banda sonora de la película, interpretada por Radwimps, la cual fue lanzada el 19 de julio de 2019 en plataformas digitales. 

| N.º     | Título                                                                                               | Duración |  |
| 1.      | «Theme of "Weathering With You" (『天気の子』のテーマ)»                                              | 0:41     |  |
| 2.      | «The Taste of Kindness (優しさの味)»                                                                 | 0:48     |  |
| 3.      | «First Visit to K&A (K&A 初訪問)»                                                                    | 1:49     |  |
| 4.      | «Welcome to Senpikan (占秘館へようこそ)»                                                             | 0:53     |  |
| 5.      | «K&A Welcoming Ceremony (K&A 入社式)»                                                                | 1:03     |  |
| 6.      | «Voice of Wind (Movie Edit) (風たちの声 [Movie Edit])»                                               | 2:37     |  |
| 7.      | «Saving Hina (陽菜、救出)»                                                                           | 1:47     |  |
| 8.      | «Sky Clearing Up (晴れゆく空)»                                                                       | 2:13     |  |
| 9.      | «Sea in the Sky (空の海)»                                                                            | 0:59     |  |
| 10.     | «Visiting Home (御宅訪問)»                                                                           | 3:42     |  |
| 11.     | «First Part Time Job as Sunshine Girl (初の晴れ女バイト)»                                            | 1:19     |  |
| 12.     | «Celebration (Movie Edit) [feat. Toko Miura] (祝祭 [Movie Edit] feat.三浦透子)»                      | 2:36     |  |
| 13.     | «Fireworks Festival (花火大会)»                                                                      | 3:05     |  |
| 14.     | «Shrine of Weather (気象神社)»                                                                       | 2:40     |  |
| 15.     | «Shiba Ko-En (芝公園)»                                                                               | 3:12     |  |
| 16.     | «Two Confessions (二つの告白)»                                                                       | 1:36     |  |
| 17.     | «City Crisis (首都危機)»                                                                             | 1:37     |  |
| 18.     | «Snow in Midsummer (真夏の雪)»                                                                       | 1:18     |  |
| 19.     | «Power of the Weather (天気の力)»                                                                    | 1:22     |  |
| 20.     | «Time With Family (家族の時間)»                                                                      | 2:33     |  |
| 21.     | «Hina, Fanding Away (消えゆく陽菜)»                                                                  | 1:08     |  |
| 22.     | «Eternity Above Clouds (永遠の雲の上)»                                                               | 0:52     |  |
| 23.     | «Clear Sky and Loss (晴天と喪失)»                                                                    | 2:45     |  |
| 24.     | «Hodaka Scapes/Kid's Plot (帆高、逃走～子供達の画策)»                                                | 3:02     |  |
| 25.     | «Bike Chasing (バイクチェイス)»                                                                      | 0:59     |  |
| 26.     | «Running With Hina (陽菜と、走る帆高)»                                                               | 2:24     |  |
| 27.     | «Is There Still Anything That Love Can Do? (Movie Edit) (愛にできることはまだあるかい [Movie Edit])» | 2:30     |  |
| 28.     | «Grand Scape (Movie Edit) [feat. Toko Miura] (グランドエスケープ [Movie Edit] feat.三浦透子)»        | 3:08     |  |
| 29.     | «Rain Again (ふたたびの、雨)»                                                                        | 0:44     |  |
| 30.     | «We'll Be Alright (Movie Edit) (大丈夫 [Movie Edit])»                                                | 4:18     |  |
| 31.     | «Is There Still Anything That Love Can Do? (愛にできることはまだあるかい)»                           | 6:54     |  |
| 1:06:48 | |          |  |

## Recepción
Tenki no Ko ha recibido críticas muy positivas por parte de la crítica especializada y de la audiencia en general. En el agregador de revisiones Rotten Tomatoes se le ha asignado un 92 % de aprobación con base en 81 reseñas, con un puntaje promedio de 7.4/10. El consenso crítico dictó: "Bellamente animada y narrativamente atractiva,  Weathering with You establece al escritor y director Makoto Shinkai como un cineasta de singular talento".
En el sitio web Metacritic la película posee un puntaje de 72 sobre 100 con base en 30 reseñas, indicando "reseñas generalmente favorables".
La crítica Deborah Young, de The Hollywood Reporter, escribió: "Tiene los mismos personajes encantadores y el trabajo artístico deliciosamente detallado de su predecesora, pero al cambiar el componente ci-fi por una historia de mitos mágicos, pierde un poco de cuota".

## Promoción
El 13 de diciembre del 2018, se llevó a cabo una conferencia de prensa para revelar los detalles de la película, y se anunció que se estrenaría el 19 de julio de 2019. El primer tráiler debutó el 10 de abril, exactamente 100 días antes del estreno oficial.

## Estreno
En España, la película fue titulada El tiempo contigo por Selecta Visión, empresa encargada de la distribución del largometraje en ese país. La fecha de estreno fue el 29 de noviembre de 2019.
En Latinoamérica, la película fue licenciada por Diamond Films. En México se iba a estrenar el 12 de noviembre de 2020 a través de la cadena Cinépolis, y en Perú por la cadena Cineplanet el 16 de abril, pero fue pospuesto por la epidemia de coronavirus en América